# Apollodor z Kassandrei
Apollodor (gr.: Ἀπολλόδωρος, Apollόdōros) (III wiek p.n.e.) – tyran Kassandrei w latach 279-276 p.n.e.
W r. 279 p.n.e., po klęsce i śmierci króla Macedonii Ptolemeusza II Keraunosa w bitwie z Celtami, Apollodor był przywódcą zamieszek w Kassandrei (dawna Potidaja) na Chalkidyce. Gdy doszło do zajęcia miasta, wykorzystał okazję, by objąć władzę. Rządził w mieście, jako niezależny władca. W r. 277 p.n.e. Antygon II Gonatas postanowił najechać wraz z najemnikami celtyckimi Macedonię. Z ich pomocą usunął króla macedońskiego Aleksandra VI Arridajosa, po czym zajął jego miejsce. Po usunięciu z kraju Ptolemeusza i Antypatra, innych pretendentów, pozostała mu tylko Kassandreja. Była ona jednak mocno ufortyfikowana. Apollodor, celem wzmocnienia obrony, ściągnął do miasta oddziały Celtów. Zawarł dodatkowo przymierze ze Spartą i z Antiochem I Soterem, królem państwa Seleucydów. Apollodor wytrzymywał oblężenie Antygona przez dziesięć miesięcy. Na początku r. 276 p.n.e. dowódca piratów w armii Antygona dał mu pomysł zdobycia miasta. Udawał przed Apollodorem sprzymierzeńca przywożącego zaopatrzenie. Potem umożliwił wejście żołnierzy Antygona na mury i zajęcie miasta. Antygon II Gonatas został w ten sposób jedynym władcą Macedonii. Poliajnos podał, że Apollodor był najokrutniejszym i najbardziej krwawym ze wszystkich tyranów, jacy panowali czy to wśród Greków, czy też pośród barbarzyńców.